# Sæbygård Amt
Sæbygård Amt blev oprettet i 1662 af det tidligere Sæbygård Len, idet Kirke Stillinge Sogn dog blev overført til Antvorskov Amt. Amtet bestod kun af Løve Herred. Amtet blev nedlagt ved reformen af 1793, og indgik derefter i Holbæk Amt.
Samsø hørte under Sæbygård Amt.

## Amtmænd
- 1727 – 1751: Frederik Adeler
- 1751 – 1768: Joachim Hartwig Johann von Barner
- 1768 – 1770: Eiler Christopher Ahlefeldt
- 1770 – 1771: Carl Adolph Rantzau
- 1771 – 1783: Bartholomæus de Cederfeld
- 1783 – 1804: Michael Herman Løvenskiold